# Victoria and Albert (Schiff, 1843)
Die Victoria and Albert war eine Motoryacht mit zwei dampfgetriebenen Schaufelrädern. Sie hatte die Funktion einer Königlichen Staatsyacht für den herrschenden Monarchen und wurde von der Royal Navy betrieben. Aus diesem Grunde wird sie regelmäßig mit dem Schiffsnamenpräfix „HMY“ referenziert. Die Yacht wurde von Symonds konstruiert und auf der Werft in Pembroke Dock gebaut (Kiellegung im Jahr 1842), ihr Stapellauf erfolgte am 25. April 1843. Das Schiff hatte eine Tonnage von 1.034 Tonnen und war mit zwei Geschützen bewaffnet. Victoria and Albert war die erste Königliche Yacht, die über eine Dampfmaschine mit 430 PS Leistung verfügte.
Die Victoria and Albert war von 1843 bis 1855 im Dienst und machte in dieser Zeit 20 Reisen. Nach dem Stapellauf der gleichnamigen Nachfolgeyacht am 16. Januar 1855 wurde sie in Osborne umbenannt und 1868 abgewrackt.